# Assemblée législative de la province du Canada
Pour les articles homonymes, voir Assemblée législative.
huit législatures
(1841 à 1866)
Kingston (1841-1843), Montréal (1844-1849), Toronto (1850-1851), Québec (1852-1856), Toronto (1856-1859), Québec (1860-1866), Ottawa (1866)
L'Assemblée législative de la province du Canada (1841 - 1867) est la chambre basse du Parlement de la province du Canada de 1841 à 1867, créée en vertu de l'Acte d'union de 1840.

## Histoire
Pour l'histoire du Parlement du Canada après 1867, voir Parlement du Canada.

### Parlement de Kingston
De 1841 à 1843, à la suite de l'Acte d'Union, la ville de Kingston est sélectionnée pour abriter le parlement du Canada-Uni.  Située à mi-chemin entre Montréal et Toronto, elle représente un bon compromis pour ces deux villes qui souhaitent devenir l'hôte du parlement.  Malgré cela, sa trop grande proximité avec les États-Unis d'Amérique, qui la mettrait en position précaire advenant une guerre et son manque d'attrait pour les parlementaires font en sorte que le parlement est déménagé deux ans seulement après son emménagement à Kingston.  Les citoyens de la ville, souhaitant conserver leur titre de capitale du Canada-Uni, vont même jusqu'à offrir leur tout nouveau hôtel de ville au gouvernement, mais le choix des parlementaires est déjà fait.

### Parlement de Montréal

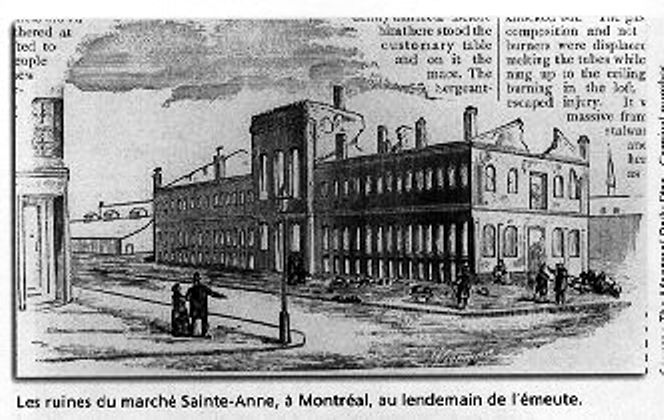
Le parlement de Montréal en ruines, après l'incendie de 1849.

En 1843, il est décidé que le parlement du Canada-Uni serait déplacé à Montréal, à l'intérieur de l'édifice du Marché Sainte-Anne.  Le marché est rénové, des bureaux sont construits au rez-de-chaussée et des salles d'assemblée aux étages.  Les parlementaires s'installent officiellement le 24 juin 1845.
En 1845, sir Allan MacNab dépose un bill (projet de loi comme nous dirions aujourd'hui) en Chambre afin d'indemniser les habitants du Haut-Canada ayant subi des pertes matérielles à la suite de la rébellion des Patriotes de 1837-1838, le tout en excluant le Bas-Canada, là où la plus grande part des rébellions et des dommages ont eu lieu. Les Tories, alors au pouvoir sous le gouvernement de William Henry Draper, ne pouvaient en effet concevoir qu'une indemnité soit versée aux habitants du Bas-Canada, tous considérés comme des rebelles. Le gouvernement Draper ne put cependant enrayer la pressante demande d'indemnité venant des habitants du Bas-Canada et promit de dégager un montant de 10 000 £, ce qui déclencha un tollé du côté des deux Canadas, les uns trouvant le montant ridicule, les autres refusant d'indemniser ceux qu'ils considéraient comme des rebelles. En 1847, lord Elgin est envoyé au Canada en remplacement de lord Cathcart, rappelé à Londres. Des élections suivront, qui mettront au pouvoir une coalition du Parti réformiste dirigé par Denis-Benjamin Papineau et des Tories de William Henry Draper. Le gouvernement, maintenant fort d'une représentation canadienne-française, promulgue la Loi sur l'indemnisation des personnes qui ont subi des pertes pendant la rébellion de 1837-1838 au Bas-Canada, qui excluait les habitants bannis ou formellement coupables de trahison. Un montant de 100 000 £ est alors mis de côté. Le 9 mars 1847, la proposition est finalement adoptée par 47 voix contre 18 à l'Assemblée législative et le 15 mars par le Conseil législatif par 20 voix contre 14. Le 11 mars 1848, les réformistes alors dirigés par Robert Baldwin et Louis-Hippolyte La Fontaine sont réélus en gouvernement majoritaire. Le 25 avril 1849, le gouverneur général lord Elgin sanctionne la loi.
Le même jour, James Moir Ferres, le rédacteur en chef du quotidien montréalais The Gazette publie un tract appelant à manifester avec violence contre cette loi au Champ-de-Mars :
[...] Le bill des pertes de la rébellion. 
Et la honte éternelle de la Grande-Bretagne. 
La rébellion est la loi du sol. […] 
La fin a commencé. Anglo-Saxons, vous devez vivre pour l'avenir, 
votre sang et votre race seront désormais votre loi suprême, si vous êtes vrais à vous-mêmes. [...] 
La foule doit s'assembler sur la place d'Armes, ce soir à huit heures. 
Au combat, c'est le moment.
Le Times de Londres allait dénoncer le journal pour cet appel. Une foule d'au moins 1 500 personnes se rend cependant au Champ-de-Mars pour protester contre l'adoption de cette loi. Après quelques discours enflammés, la foule, dirigée par les Tories se rend devant le Parlement canadien situé place d'Youville et y met le feu, alors que les députés sont en session. L'une des plus anciennes bibliothèques d'Occident, après celles de la Chambre des députés à Paris et du Congrès à Washington est alors détruite. Des quelque 22 000 volumes que contenaient la collection, qui comprenait également les anciennes collections du Haut et du Bas-Canada, entre 100 et 200 seulement seront sauvés, ainsi qu'un portrait de la reine Victoria. La masse parlementaire, dérobée lors des événements, sera finalement rapportée à l'Orateur du parlement à son hôtel.
Du 26 avril au 7 mai 1849, les députés siégèrent au Marché Bonsecours puis dans un théâtre sur la rue Notre-Dame, en attendant la désignation d'un nouvel édifice pour le parlement.

### Parlement de Toronto/Québec
En 1849, il fut décidé que la capitale serait alternativement déplacée tous les quatre ans entre les villes de Toronto et Québec, anciennes capitales respectivement du Haut et du Bas-Canada avant l'Acte d'Union. Chaque ville disposait déjà d'un édifice pouvant héberger le parlement, elles étaient mieux disposées que Kingston et beaucoup mieux établies.  
La première session parlementaire eut lieu à Québec, dans l'édifice du corps législatif qui fut lui aussi victime d'un incendie en 1854. La seconde eut lieu à Toronto. Cependant, un parlement nomade était loin de plaire à tous, dont en premier lieu les députés.

### Parlement d'Ottawa
En 1866, le Parlement est déplacé à Ottawa à la suite d'une décision prise en 1857 par la reine Victoria. Cette décision surprenante, compte tenu du caractère rural et éloigné de la ville à l'époque, fut critiquée par plusieurs qui favorisaient des villes mieux établies telles que Montréal, Toronto ou Québec.
Son emplacement a été choisi en fonction de son emplacement limitrophe entre le Haut-Canada (maintenant l'Ontario) et le Bas-Canada (aujourd'hui le Québec).
La construction des édifices du Parlement canadien actuel, siège du gouvernement fédéral, débuta le 20 décembre 1859 sur Barrack's Hill, qui devait devenir la Colline du Parlement. Les travaux, énormes, n'avaient aucun comparatif en Amérique du Nord. La première pierre fut posée le 16 avril 1860 puis, le 1er septembre de la même année, la pierre angulaire fut posée par Édouard VII, prince de Galles.  De 1861 à 1863, la construction dut être interrompue à la suite d'un dépassement de coûts, pour finalement se terminer en 1876. 
La première et seule session du Parlement de la Province unie du Canada eut lieu le 6 juin 1866, bien que les travaux n'étaient pas complètement terminés. Le 1er juillet 1867, lorsque le statut de Dominion du Canada est accordé par la Grande-Bretagne à la suite de l'Acte de l'Amérique du Nord britannique, le Parlement du Canada à Ottawa est choisi comme siège du gouvernement.

#### Acte de l'Amérique du Nord britannique (1867)
Ce n'est donc qu'en 1867 qu'est formé le Parlement actuel, avec l'union de la Province unie du Canada (Canada-Uni), de la Nouvelle-Écosse et du Nouveau-Brunswick en une seule entité, le Dominion du Canada. Le nouveau parlement ainsi créé est composé de la Reine d'Angleterre (représentée par le Gouverneur général), le Sénat et la Chambre des Communes.

## Élections
Ses membres, qui sont les représentants du peuple, sont élus au suffrage censitaire. Le Canada-Est et le Canada-Ouest y envoyaient à l'origine 42 députés chacun, pour un total de 84. En 1853, une réforme fit passer le nombre de députés à 65 pour le Canada-Est et 65 pour le Canada-Ouest, soit 130 députés.

## Éligibilité
Tous les sujets britanniques de 21 ans et plus qui possèdent une propriété dont la valeur est de 500 livres sterling ou plus sont éligibles à la candidature aux élections. 

## Orateur
L'orateur (calque du terme anglais Speaker) ou président, dirigeait les travaux de l'Assemblée. 
Le premier orateur à exercer ses fonctions sous l'Acte d'Union, Austin Cuvillier, est choisi à la suite d'un compromis entre les réformistes de l'ancien Haut-Canada (menés par Francis Hincks) et ceux de l'ancien Bas-Canada (menés par Louis-Hippolyte La Fontaine). Après le désistement d'Allan MacNab (qui lui succédera en 1844), Cuvillier est élu à l'unanimité. Dès lors, la fonction est modifiée par le climat politique qui diffère grandement de celui précédant la révolte de 1837 : en effet, la chambre et les élus obtiennent de plus en plus  de pouvoirs (en 1848, Lord Elgin demande à Lafontaine et à Robert Baldwin de former un gouvernement responsable). L'orateur devient alors un personnage neutre, que le prestige place au-dessus des partis. Son épouse et lui occupent d'ailleurs une place importante dans la vie mondaine de la ville de Québec.

### Liste des orateurs
- 1841 : Austin Cuvillier
- 1844 : Sir Allan Napier MacNab
- 1848 : Augustin-Norbert Morin
- 1852 : John Sandfield Macdonald
- 1854 : Louis-Victor Sicotte
- 1858 : Henry Smith
- 1862 : Joseph-Édouard Turcotte
- 1863 : Lewis Wallbridge

## Lieux de réunion
Le siège du parlement de la province est déplacée dans une ville du Canada-Ouest puis dans une autre du Canada-Est, en alternance :
- Kingston au Canada-Ouest du 15 juin 1841 à la fin de 1843.
- Montréal au Canada-Est du 28 novembre 1844, incendié en mai 1849.
- Toronto au Canada-Ouest de 1850 à 1852.
- Québec au Canada-Est de 1852 à 1856.
- Toronto de 1856 à 1858.
- Québec de 1859 à 1866.
- Ottawa au Canada-Ouest en 1866.